# Милвил (Уисконсин)
Вижте пояснителната страница за други значения на Милвил.
Милвил (на английски: Millville) е град в окръг Грант, Уисконсин, Съединени американски щати. Разположен е на левия бряг на река Уисконсин, на 20 km от нейното вливане в Мисисипи. Населението му е 169 души (по приблизителна оценка от 2017 г.).
В Милвил е роден писателят Клифърд Саймък (1904 – 1988).